# Subtle
Subtle est un groupe de hip-hop américain, originaire d'Oakland, en Californie. Formé en 2001, le groupe se compose d'Adam Drucker (Doseone), Jeffrey Logan (Jel), Dax Pierson, Jordan Dalrymple, Alexander Kort et de Marty Dowers. Subtle est signé au label Lex Records.

## Biographie
Subtle fait ses débuts en tant que groupe basé à Oakland, en Californie, en 2001. Malgré le fait que les artistes considèrent qu'ils n'évoluent pas dans un genre précis, Subtle produit une musique proche du hip-hop et de l'indie. Bien que Doseone et Jel soient signés sur anticon., le groupe Subtle ne fait pas partie du collectif de ce label indépendant.
En 2003, le groupe signe au label Lex Records et publie, en 2004, son premier album, A New White. L'album contient le single F.K.O., un diminutif de Fuck Kelly Osbourne. Présenté dans l'album, et personnage appelé Hour Hero Yes, récurrent dans les travaux de Subtle, est un rappeur et poète de classe moyenne. En tournée pour A New White en 2005, le van du groupe sort de l'autoroute dans l'Iowa. Le conducteur, l'ingénieur-son Patrick Scott et les cinq membres du groupe sont légèrement blessé, contrairement à Dax Pierson. Pendant l'accident, Dax devient tétraplégique. Dax continue à travailler avec le groupe, mais ne participe plus aux tournées. En 2006, le groupe publie Wishingbone, un album similaire à A New White composé de remixes.
Subtle signe un contrat de distribution avec Astralwerks/EMI Group en juillet 2006. For Hero: For Fool est publié en octobre 2006 au label Lex/Astralwerks/EMI,. Dax Pierson, bien que tétraplégique, contribue au beatbox, au chant et à l'harmonica dans l'album. Leurs trois premiers albums, A New White, For Hero: For Fool et ExitingARM, sont la trilogie de la naissance et de la chute de Hour Hero Yes. En novembre 2006, en tournée en Europe, ils se font cambrioler leur van à Barcelone. 15 000 $ de matériel et d'objets personnels appartenant aux membres, dont des ordinateurs portables contenant notamment des démos, sont dérobés.
Ils publient en octobre 2007 Yell&Ice, une collection de remakes et de remixes, composée de collaborations avec Why?, Dan Boeckner de Wolf Parade, Tunde Adebimpe de TV on the Radio, Markus Acher de Notwist, et Chris Adams de Hood. Le 19 mai 2008, le groupe publie son troisième album ExitingARM.

## Membres
- Adam « Doseone » Drucker : voix, samples, synthétiseur
- Jeffrey « Jel » Logan : samples, boîte à rythmes
- Jordan Dalrymple : batterie, guitare, sampleur, voix
- Dax Pierson : voix, claviers/synthétiseurs, harmonica, samples, autoharpe
- Alexander Kort : violoncelle, basse (électrique et acoustique)
- Marty Dowers : instruments à vent (flûte, saxophone ténor, clarinette basse et autres), synthétiseur, voix

## Discographie

### Albums studio
- 2004 : A New White
- 2006 : For Hero: For Fool
- 2008 : ExitingARM

### EP
- 2002 : Summer
- 2002 : Autumn
- 2002 : Winter
- 2003 : Spring

### Singles
- 2006 : The Mercury Craze
- 2004 : Long Vein of the Law
- 2004 : F.K.O.